# 陳啟能 (政治人物)
陳啟能（1959年7月5日—），中華民國政治人物，民主進步黨籍。現任新北市（三重區、蘆洲區）議員。曾任臺北縣第16屆議員及新北市第1屆、第2屆、第3屆議員、新北市議會第3屆第4任民主進步黨黨團總召集人、新北市社會扶助協會創會理事長。

## 選舉紀錄
| 年度 | 選舉屆數               | 選舉區           | 所屬政黨     | 得票數 | 得票率 | 當選標記 | 備註 |
| ---- | ---------------------- | ---------------- | ------------ | ------ | ------ | -------- | ---- |
| 2005 | 第十六屆臺北縣議員選舉 | 臺北縣第五選舉區 | 台灣團結聯盟 | 13,711 | 5.08%  |          |      |
| 2010 | 第一屆新北市議員選舉   | 新北市第三選舉區 | 民主進步黨   | 22,910 | 7.16%  |          |      |
| 2014 | 第二屆新北市議員選舉   | 新北市第三選舉區 | 民主進步黨   | 24,841 | 8.52%  |          |      |
| 2018 | 第三屆新北市議員選舉   | 新北市第三選舉區 | 民主進步黨   | 22,100 | 7.52%  |          |      |
| 2022 | 第四屆新北市議員選舉   | 新北市第四選舉區 | 民主進步黨   | 27,570 | 10.31% |          |      |

## 外部連結
- 新北市議員 陳啟能 官方網站 （页面存档备份，存于）
- 新北市議員 陳啟能 粉絲專頁